# The Jordanaires
The Jordanaires waren ein US-amerikanisches Gesangsquartett, das 1948 als Gospelgruppe gegründet und 2013 aufgelöst wurde. Die Gruppe wurde vor allem zwischen 1956 und 1970 als Backgroundgruppe für Elvis Presley bekannt, arbeitete aber auch mit vielen anderen Künstlern aus dem Country- und Rock-’n’-Roll-Bereich zusammen.

## Geschichte
Die Entstehung der Gruppe kann bis in die frühen 1940er zu den Foggy River Boys zurückverfolgt werden, die aus den Brüdern Bill, Monty, Jack und Matt Matthews bestand. 1948 verließen Matt und Jack die Gruppe, um Priester zu werden. Bob Hubbard, Bass-Sänger Culley Holt und der Pianist Gordon Stoker stießen in der Folge zum Rest der Gruppe und gründeten 1948 in Springfield, Missouri mit ihnen The Jordanaires.
In dieser Besetzung trat die Gruppe bis 1952 auf; dann wurde Hubbard durch Hoyt Hawkins ersetzt und die noch verbliebenen Brüder Monty und Bill Matthews verließen die Gruppe. Hawkins übernahm den Baritonpart, Neal Matthews Jr. wurde als Leadsänger engagiert, und in der Folgezeit übernahm Pianist Stoker den Tenorpart. In den frühen 1950ern nahm Capitol Records die Gruppe unter Vertrag, und die Jordanaires begannen, als Backgroundsänger für Künstler in Nashville zu arbeiten. 1954 verließ Holt die Gruppe und Hugh Jarrett übernahm bis 1958 die Bass-Stimme, dann wurde er durch Ray Walker ersetzt.

### Background für Presley
Nachdem sich die Gruppe sowohl als Gospelsänger als auch als Backgroundgruppe einen Namen gemacht hatte, sah Elvis Presley sie 1955 in einer Show mit Eddy Arnold in Memphis, suchte sie hinter der Bühne auf und teilte ihnen mit: „Wenn ich jemals einen Plattenvertrag bei einer großen Plattenfirma erhalte, möchte ich, dass ihr meine Backgroundsänger werdet.“
Als Presley im Januar 1956 die ersten Aufnahmen für seine neue Plattenfirma RCA machte, bat er diese, die Jordanaires als Backgroundsänger zu engagieren. Sie unterstützten ihn die nächsten 14 Jahre bei nahezu jeder Studioaufnahme und jedem Auftritt. Als sie ihn 1969 aus Termingründen nicht bei seinen Las-Vegas-Shows begleiten konnten, wurden sie durch The Imperials ersetzt.

### Ab den 1970er Jahren
Das Line-up der Gruppe mit Gordon Stoker, erster Tenor und Manager, Neal Matthews, Leadsänger und zweiter Tenor, Hoyt Hawkins, Bariton und Ray Walker als Bass war die konstanteste Besetzung der Gruppe und hielt bis 1982, als Hawkins starb. Er wurde von Duane West ersetzt; in dieser Besetzung hielt die Gruppe nahezu weitere zwei Jahrzehnte, bis West die Gruppe 1999 aus gesundheitlichen Gründen verließ. Louis Nunley wurde sein Nachfolger. Im Folgejahr starb auch Neal Matthews, er wurde durch den neuen Leadsänger Curtis Young ersetzt. 
Hugh Jarrett starb 2008 an den Folgen eines Autounfalls. Louis Nunley starb 2012; Ray Walker und Curtis Young im Folgejahr. Nach dem Tod von Gründungsmitglied Gordon Stoker, der 2013 im Alter von 88 Jahren gestorben war, bestätigte sein Sohn, dass die Jordanaires auf Wunsch seines Vaters formell aufgelöst worden seien.

## Musikalische Zusammenarbeit und Auszeichnungen
The Jordanaires haben unter anderem mit folgenden Künstlern gearbeitet: Julie Andrews, Eddy Arnold, Bobby Bare, Johnny Cash, Patsy Cline, Jimmy Dean, Red Foley, Tennessee Ernie Ford, Connie Francis, Johnny Hallyday, Johnny Horton, Engelbert, Ferlin Husky, Waylon Jennings, George Jones, Steve Lawrence, Ann-Margret, Willie Nelson, Ricky Nelson, Dolly Parton, Charley Pride, Jim Reeves, Jack Jersey, Kenny Rogers, Ringo Starr und Tammy Wynette.
Die Gruppe ging auch solo häufig auf Tournee, hat zahlreiche Alben aufgenommen und wurde mit einer Reihe von Musikpreisen ausgezeichnet. Unter anderem erhielt sie für vier Kollaborationen Grammy Awards, war bereits seit 1949 Mitglied der Grand Ole Opry und wurde in die Country-, Gospel-, Vocal-Group- sowie die Rockabilly Hall of Fame aufgenommen.